# Sân bay quốc tế Trại Khiết Tô Nhị Liên Hạo Đặc
Sân bay quốc tế Trại Khiết Tô Nhị Liên Hạo Đặc (Erenhot Saiwusu, tiếng Trung: 二连浩特赛乌苏国际机场) (IATA: ERL, ICAO: ZBER) là một sân bay dân dụng phục vụ tại thành phố Nhị Liên Hạo Đặc, khu tự trị Nội Mông, Trung Quốc. Nó nằm gần Trại Khiết Tô, cách trung tâm thành phố 27 km về phía đông nam và cách biên giới Mông Cổ khoảng 32 km. Sân bay được xây dựng bắt đầu vào tháng 6 năm 2008 với tổng vốn đầu tư là 257 triệu nhân dân tệ và được mở cửa vào ngày 1 tháng 4 năm 2010. Do vị trí nằm gần biên giới nên sân bay có lượng hành khách khá đáng kể là người từ Mông Cổ.

## Hãng hàng không và tuyến bay
| Hãng hàng không          | Các điểm đến |
| ------------------------ | ------------ |
| Beijing Capital Airlines | Bắc Kinh     |
| Tianjin Airlines         | Hohhot       |